# Stollwerck
Stollwerck (výslovnost štolverk) je německá firma vyrábějící cukrovinky, především čokoládu.

## Historie

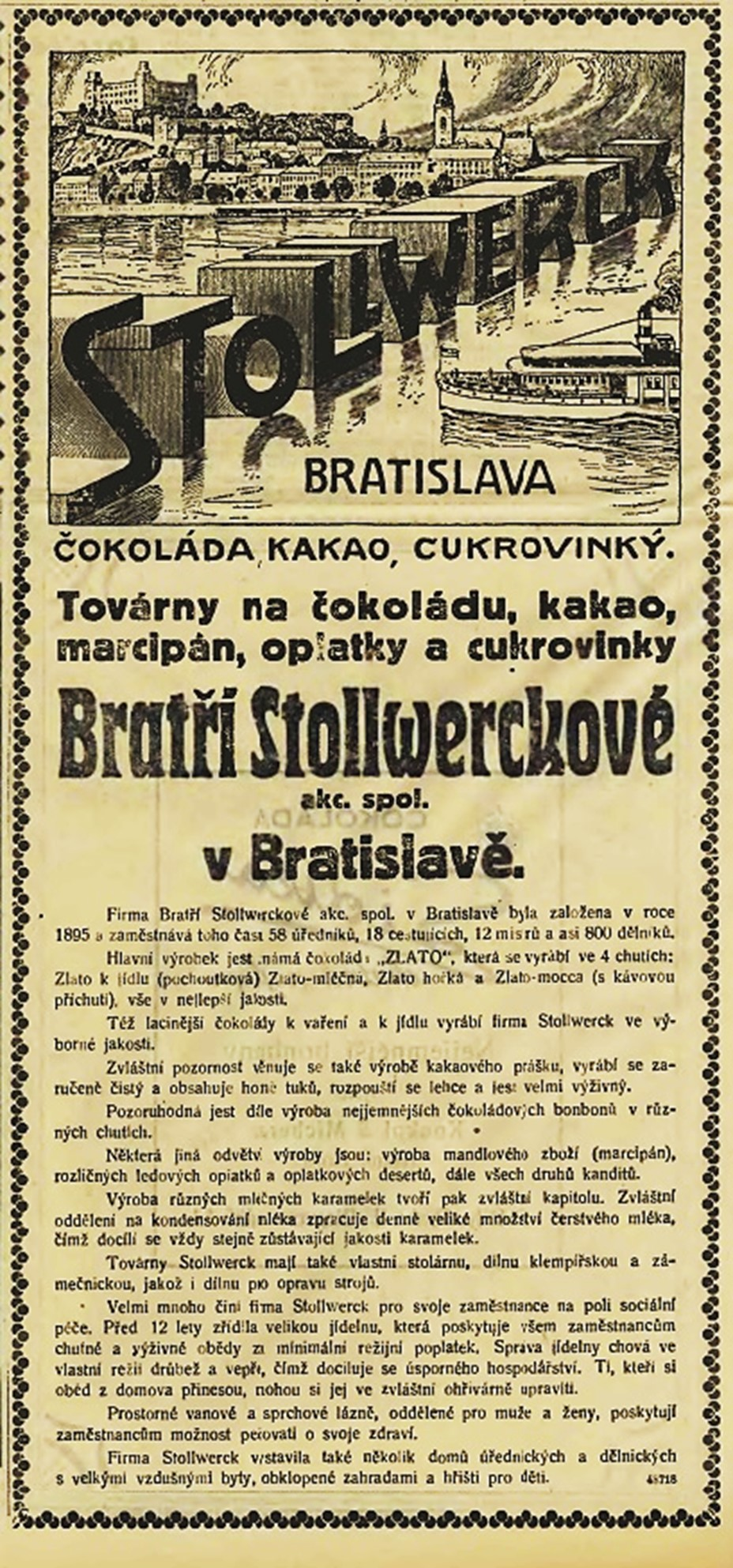
Reklama továrny Bratři Stollwerckové Bratislava (1926)

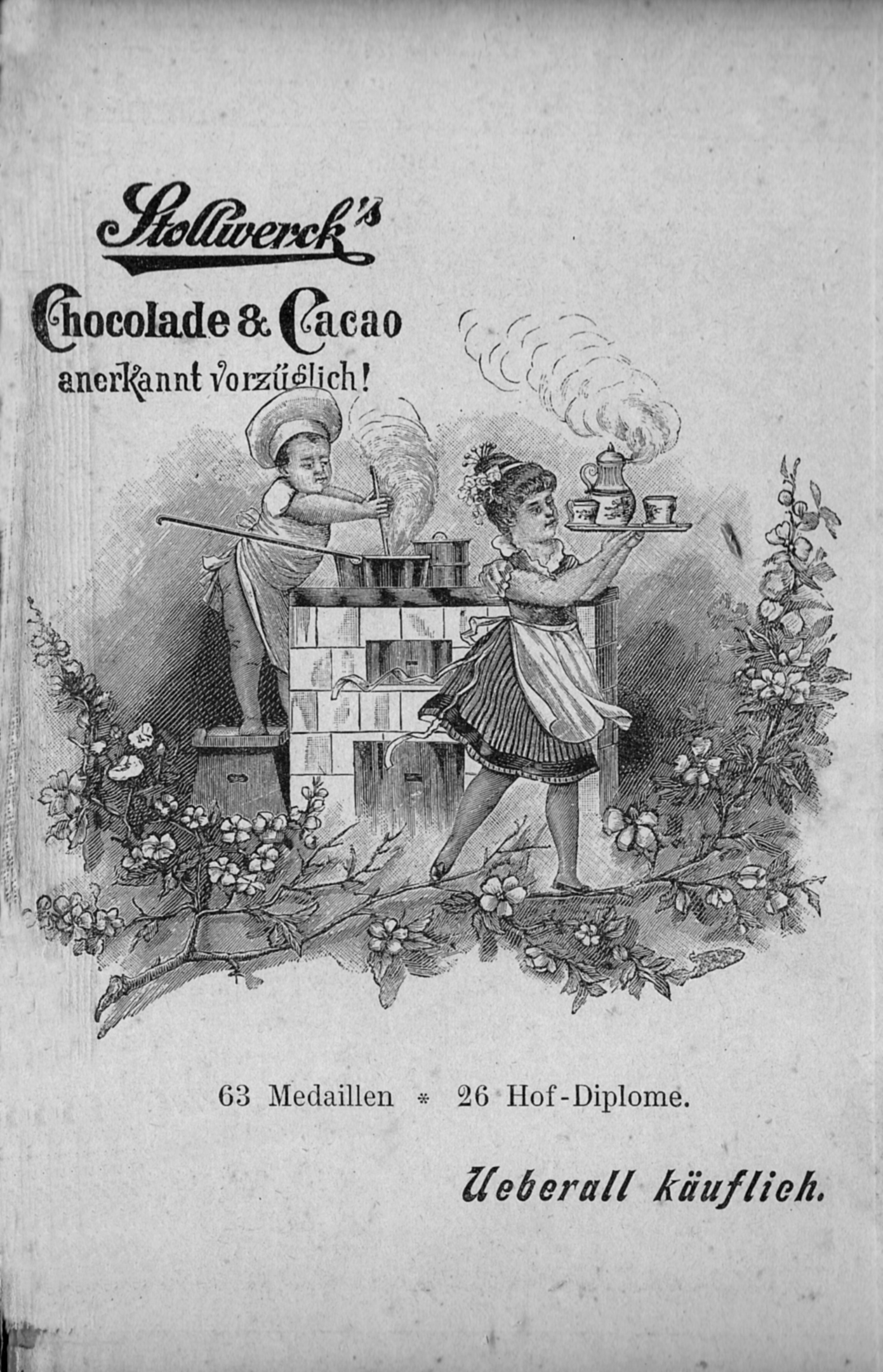
Reklamní plakát z roku 1896

V roce 1839 začal v Kolíně nad Rýnem místní cukrář Franz Stollwerck vyrábět pastilky proti kašli. V roce 1860 rozšířil provoz o zpracování kakaa, které se stalo hlavním artiklem. Po otcově smrti firmu převzalo jeho pět synů a rozšířilo výrovní sortiment o marcipán a další cukrovinky. Roku 1871 založili akciovou společnost Bratři Stollwerckové (Gebrüder Stollwerck GmbH), které se podařilo proniknout do většiny zemí Evropy. V Rakousku-Uhersku sídlila jedna filiálka ve Vídni a druhá - údajně největší v monarchii - byla roku 1895 založena v Bratislavě a zaujala i významnou pozici v československém čokoládovém průmyslu. Mimo jiné vyráběla také oblíbené čokolády značek  Alpia a Alpenrose. 
Firma expandovala také do USA, kde otevřela závody v New Yorku a ve Stanfordu. 
Na vrcholu slávy koncem 19. a začátkem 20. století produkovala i takové zboží, jako prodejní automaty na své výrobky, které sama instalovala například roku 1902 do všech stanic nově otevřeného metra v Budapešti. Dále prodávala reklamní fonografy či filmové promítačky. 
Dvě světové války, velká hospodářská krize i ztráta německých kolonií vedly k postupnému úpadku podniku. V roce 1972 se stal majitelem Hans Imhoff, kterému se podařilo zvýšit obrat, v devadesátých letech otevřel filiálky v Maďarsku a Rusku, v roce 1993 založil v Kolíně nad Rýnem muzeum čokolády. Přesto firma neudržela samostatnou existenci a roku 2002 se stala součástí koncernu Barry Callebaut, což vedlo mj. k uzavření původního kolínského provozu.

## V populární kultuře
Továrna Stollwerck vyráběla také drops (německy zvaný Kanditen): cucavé bonbony a špalky. Protože si na nich nejeden konzument vylámal zuby, vžilo se lidové rčení „tvrdý jako štolverk“. To se později začalo používat i v přeneseném smyslu - např. pro člověka nechápavého nebo spitého do bezvědomí.